# The Culture In Memoriam
The Culture In Memoriam (ofta bara TCIM) är en musikgrupp/kollektiv från Malmö.
TCIM är ett musikerkollektiv med Victor Håkansson som enda fasta medlem.
I detta verkar han som konstnärlig ledare då gruppen sätts samman för studioarbete eller turnéer.
The Culture In Memoriam har släppt fyra fullängdsalbum och ligger på skivbolagen Så Länge Skutan Kan Gå Records och King Forward Records.
Gruppens största framgång var låten Sisters som spelades mycket på radio runt om i Europa.

## Bandmedlemmar
- Victor Håkansson - den enda fasta medlemmen

### Andra personer som medverkat på skiva eller live
- André Ekström
- Anna Törnquist (Calaisa)
- Carolin Hansson
- Cecilia Hedström
- Christoffer "Castro" Castor
- Cristian Lundtofte (The Headlines)
- Dan Augustsson (Vita Bergen)
- Edda Magnason[3]
- Felicia Andersson
- Gert Håkansson (Trellebelle Ukulele Orchestra)
- Isabella Köhler
- Isadora Wiehe
- Jakob Lundtofte (The Headlines, Stry Terrarie)
- Joakim Barfalk
- Karolina Stenström (Steso Songs)[3]
- Kristoffer Jonzon
- Lars Diurlin
- Liam Amner (Hey Elbow)
- Linus Lindwall
- Magnus Rosengren
- Martin von Inghardt (The Animal Five)
- Mattias Norén (Canary Islands)
- Mattias Stålnacke (The Animal Five)
- Miriam Gullbring
- Rasmus Berggrensson (The Ballerinas, Elton Bolton, Världens Snabbaste Allsång)
- Rasmus Borg
- Stefan Richter
- Tobias Arnsby

## Diskografi

### Album
- 2006 – NietzsChe's Ex (The Culture In Memoriam; The Spectacle Records)
- 2007 – Abolish History - This Is Our Story (The Culture In Memoriam; A West Side Fabrication)
- 2011 – Rest In Pieces (The Culture In Memoriam; A West Side Fabrication, Stargazer Records)
- 2016 – History's Dust (The Culture In Memoriam; Så Länge Skutan Kan Gå Records, King Forward Records)

### Singlar
- 2007 - "Destroy All Facts And History" (A West Side Fabrication)
- 2008 - "Lovely You" (A West Side Fabrication)
- 2011 - "Sisters" (A West Side Fabrication)
- 2012 - "Santas Song" (Så Länge Skutan Kan Gå Records)
- 2015 - "Hey Ho" (Så Länge Skutan Kan Gå Records, King Forward Records)
- 2016 - "We Will Always Love You" (Så Länge Skutan Kan Gå Records, King Forward Records)

### Samlingsskivor
- 2012 – A West Side Fabrication Play Covers #2 (A West Side Fabrication)